# Ursula Strätz
Ursula Strätz (* 28. September 1940 in Schweinfurt; † 15. September 2011 in Burglengenfeld, Bayern) war eine deutsche Schauspielerin, Regisseurin, Drehbuchautorin und Malerin.

## Leben und Wirken
Ursula Strätz gründete im März 1967 zusammen mit ihrem ersten Ehemann Horst Söhnlein sowie Hans Hirschmüller und Peer Raben in München das Action-Theater. Bald stieß Rainer Werner Fassbinder, auf Einladung von Ursula Strätz, als Schauspieler und Regisseur zum Action-Theater. Dort hatte 1968 Fassbinders eigenes Stück Katzelmacher Premiere. Schnell avancierte letztgenannter zum Kopf der Theatergruppe.
Ursula Strätz, die auf Grund ihrer unerfüllten Liebe zu Fassbinder erhebliche Alkoholprobleme hatte, wirkte in mehreren Filmen von Fassbinder mit, meistens in kleineren Nebenrollen. Sie arbeitete ferner mit anderen Regisseuren des Neuen Deutschen Films zusammen, u. a. mit Hans-Jürgen Syberberg, Werner Schroeter und Josef Rödl.
Die Künstlerin, die sich auch als Malerin betätigte, war in zweiter Ehe mit Bernd Thomä verheiratet. Beerdigt wurde sie auf den Burglengenfelder Friedhof.

## Filmografie
- 1969: Liebe ist kälter als der Tod
- 1970: Götter der Pest
- 1970: Niklashauser Fart (TV)
- 1971: Mathias Kneißl
- 1972: Ludwig – Requiem für einen jungfräulichen König
- 1972: Adele Spitzeder (TV)
- 1972: Acht Stunden sind kein Tag (TV, 1 Folge)
- 1974: Fontane Effi Briest
- 1975: Faustrecht der Freiheit
- 1975: Irene
- 1979: Die erste Polka
- 1979: Die Stühle des Herrn Szmil (TV)
- 1979: Der ganz normale Wahnsinn (Fernsehserie, 1 Folge)
- 1980: Theo gegen den Rest der Welt
- 1980: Jauche und Levkojen
- 1981: Trokadero
- 1981: Tag der Idioten
- 1982: Love Unlimited
- 1982: Kampftag (TV)
- 1983: Grenzenlos
- 1983: Anderland (Fernsehserie, 1 Folge)
- 1998: Fette Welt